# Simon Brehm

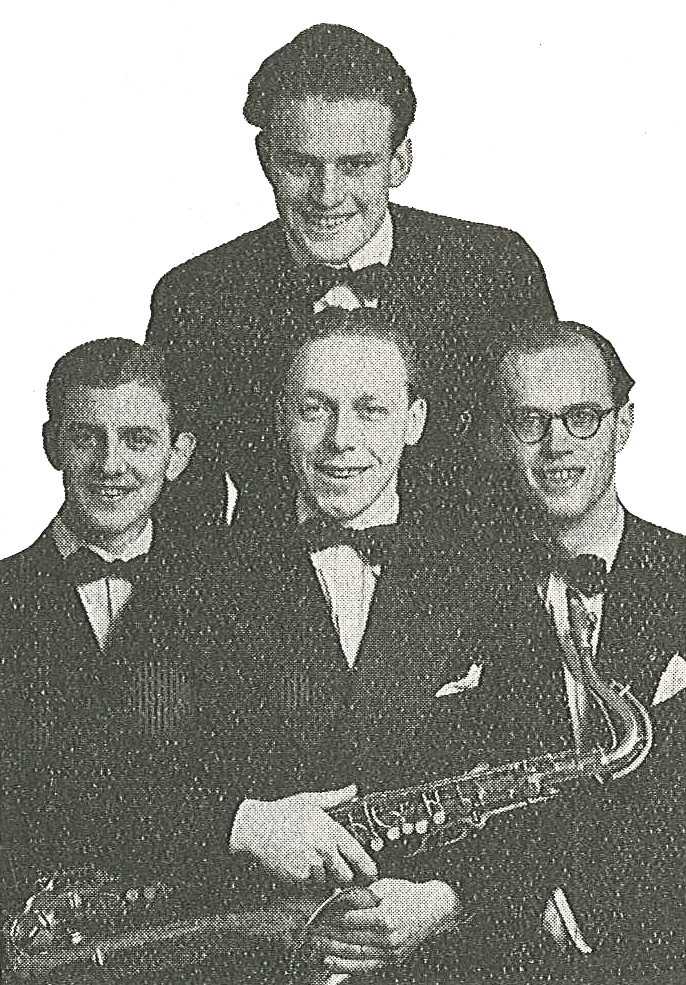
Simon Brehm stående längst bak som medlem av Carl-Henrik Norins kvartett 1943.

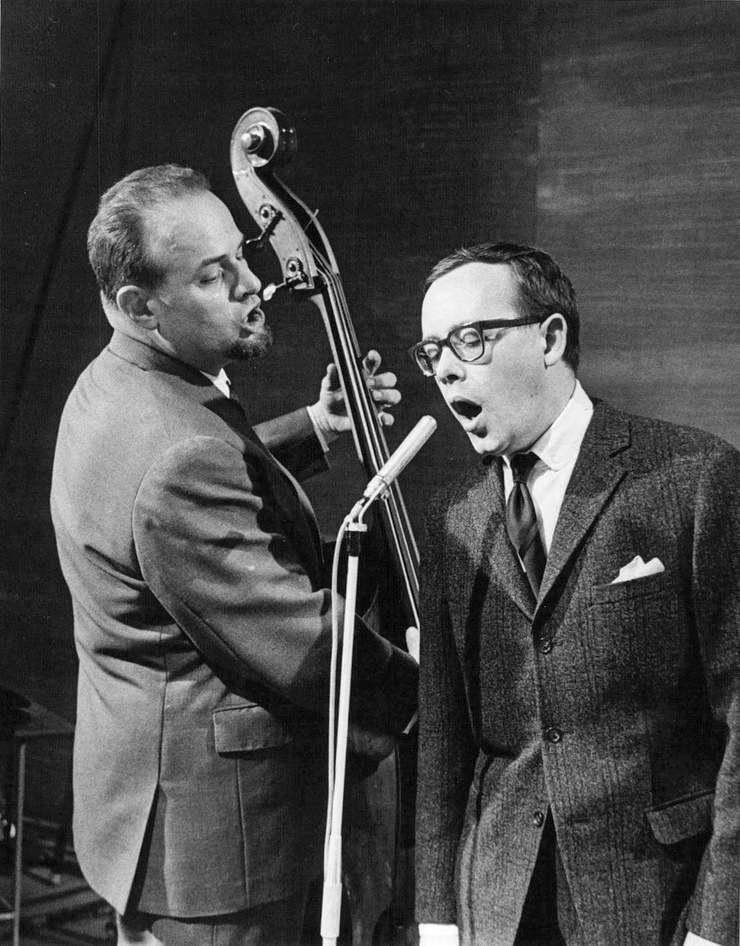
Simon Brehm till vänster sjunger med kollegan Leif Asp i Hylands hörna 1962.

Simon Brehm, född 31 december 1921 i S:t Matteus församling, Stockholm, död 11 februari 1967 i Täby, var en svensk orkesterledare, basist och skivbolagsdirektör.

## Biografi
Simon Brehm var son till köpmannen Chaim Brehm (1884–1924) och Ella Strandberg (1893–1974). Fadern var född i Vilnius men flyttade till Sverige och avled i Stockholm. Efter faderns död gifte modern om sig med en musiker.
Brehm spelade piano och klarinett innan han 1938 ingick som gitarrist i amatörorkestern Fair Play, där också Hasse och Gösta Theselius medverkade. Han engagerades 1941 som basist i Embassy Sextett, där Povel Ramel var pianist. Han flyttade sedan över till Owe Kjells orkester och Royal Swingers samt hade kortare engagemang vid flera Stockholmsorkestrar, såsom Charlie Normans, Arne Hülphers med flera. 
Åren 1947–1958 ledde han egna orkestrar, och 1952 var han med och startade skivbolaget Karusell . Han lanserade där många jazzmusiker och artister samt var även Lill-Babs manager  under många år. Han var också kapellmästare i TV-programmet Hylands hörna under de tre första säsongerna.
I slutet av sitt liv ägnade han sig åt att arrangera konserter i Stockholm med bland andra Rolling Stones, Ella Fitzgerald, Bob Dylan och Duke Ellington.
Brehm gifte sig 1948 med sömmerskan Aino Christensen (1926–1965), dotter till Axel Christensen och 1956 omgift med Bjarne Nerem. Brehm var sedan från 1957 till sin död gift med Barbro Jeppe (född 1935), dotter till kamrer Gillis Jeppe och Ella Andersson. De fick barnen Joakim (född 1957), Niklas (född 1959) och Pella (född 1963).
Han avled av en hjärtinfarkt på Danderyds sjukhus. Hans gravvård finns på Täby kyrkogård.

## Filmografi

### Roller
- 1944 – Den osynliga muren
- 1947 – Stackars lilla Sven
- 1949 – Kvinnan som försvann
- 1952 – Drömsemester
- 1953 – I dur och skur [11]
- 1953 – Resan till dej
- 1956 – Suss gott
- 1959 – Det svänger på slottet

### Musik
- 1947 – Stackars lilla Sven
- 1955 – Blockerat spår
- 1956 – Suss gott
- 1961 – Svenska Floyd
- 1962 – En nolla för mycket

## Diskografi
- Simon Brehm på Discogs (engelska)
- Big Simon's Big Bands. LP. Telestar TR 11155. 1975

### Webbkällor
- Simon Brehm på Svensk Filmdatabas
- Simon Brehm från Orkesterjournalen